# Васев, Леонард Михайлович
Леонард Михайлович Васев в некоторых источниках Васёв (18 октября 1927—1972) — уральский мастер-самородок, по мнению некоторых авторов — самоучка, специализировавшийся на художественной отделке огнестрельного оружия, основоположник ижевской школы многоцветной инкрустации металла. Народный художник Удмуртской АССР.

## Биография
- Родился в крестьянской семье 18 октября 1927 года в селе Косой Брод, Свердловской области.
- В шестилетнем возрасте вместе с родителями переехал в г. Ижевск.
- В 1942 году начал работать учеником гравёра в мастерской штампов завода № 74 (ныне — Ижевский машиностроительный завод).
- В 1944 году работал на производстве «штучных» охотничьих ружей.
- В 1945 году по вызову заместителя наркома вооружения прибыл в Москву и в 1946 году вместе с группой советских оружейников был отправлен на завод фирмы «Братья Меркель» в город Зуль (Германия) для освоения опыта немецкой оружейной школы. Проходил обучение у мастеров Адольфа Шаде и Пауля Грейфцу[4][5].
- В 1954 году был переведен на Ижевский механический завод[6].
- В 1956 году воспроизвел ранее считавшийся утерянным способ всечки драгоценных металлов в канавки «ласточкин хвост».

## Творчество
Внёс значительный вклад в совершенствование техники гравировки ружей, возродил многоцветное гравирование стали драгоценными металлами и их сплавами. Своё первое художественно оформленное оружие создал в 17 лет, им стало охотничье ружьё «ИжБ-36», посвящённое победе в Великой Отечественной войне. В 1957 году разработал и осуществил на практике гравировку, имитирующую узор инея (так называемый способ гравировки под «мороз»). Одно из его изделий — охотничье ружьё ИЖ-54 «Спорт» (мастер-сборщик Л. Я. Пахомов), посвященное В. И. Ленину и 50-летию Октября, было представлено на Всемирной выставке «Экспо-67» в Монреале, а потом передано в Оружейную палату.
Разработал и внедрил электроэрозионный массовый способ гравирования ружей с помощью резиновых штампов.
Возможно, что Леонард Васев первым в мире стал использовать свойство сплавов драгоценных металлов изменять цвета в зависимости от состава сплава в оформлении ружей. Он грамотно художественно и тематически подходил к построению гравёрных композиций, умел максимально эффектно использовать возможности металла и сплавов в построении светотени и цветовой передаче.
Помимо гравировки по металлу писал стихи
, занимался скульптурой, живописью и графикой. Какое-то время работал художником в Удмуртском книжном издательстве. Среди коллег был известен под прозвищем «Наш Леонардо».

## Память

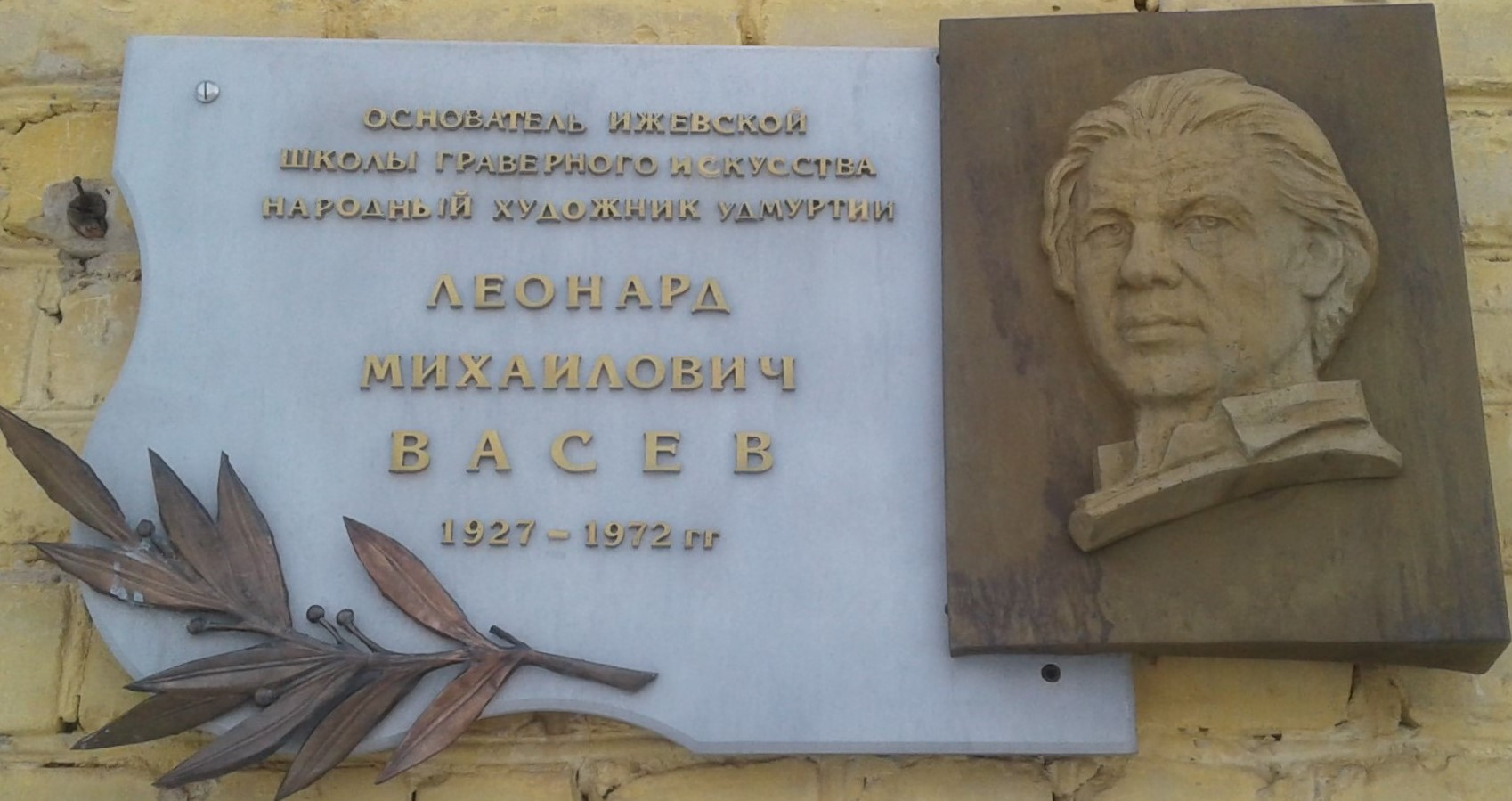
Мемориальная доска

- Мемориальная доскаНародный художник УАССР. Указ Президиума Верховного Совета УАССР от 17 августа 1971 года
- Именем Леонарда Васева названа Школа ружейного мастерства, созданная в 1956 году при ФГУП «Ижевский механический завод»[8]

## Свидетельства современников
Советский конструктор-оружейник М. Т. Калашников в своих мемуарах вспоминает Леонарда Васева следующим образом:

<…>
Размышляя об эстетике оружия, я вспоминаю замечательного уральского мастера, златокузнеца-самородка Леонарда Михайловича Васева. С ним меня связывали товарищеские отношения
<…>
Более всего мне по душе сюжетные мотивы и орнаментальные формы, в которых Васев самобытными художественными средствами выражал красоту окружающего мира. Доводилось слышать его рассказы о походах в лес, об увиденных на охоте картинках из жизни зверей, птиц, трав. Когда потом я видел все это в лирических композициях на металле, на украшенных им ружьях, то поражался полету мысли, фантазии художника. Заяц и лось, глухарь и куропатка, лиса и медведь — все они живут в исполнении Леонарда Михайловича какой-то окрыленной устремленностью, предчувствием движения или самим движением.
<…>
— 
Другой ижевский оружейный конструктор, Николай Леонтьевич Изметинский так вспоминает юного Леонарда:

Леонард выделялся среди пожилых, можно сказать старых гравёров (молодые были на фронте), своей юностью и открытой непосредственностью. Ему тогда было всего 17 лет. Запомнился озорной весёлый взгляд, особо выделяющийся тогда, когда он, между делом, балуясь, легко лепил из чёрного, похожего на замазку, хлебного мякиша военных лет, небольшие головки, в которых легко узнавались знакомые по рисункам Кукрыниксов карикатурные изображения фюреров третьего рейха: Гитлера, Геббельса, Геринга и других. Он как бы бросал вызов: «Смотрите, что я могу, а вы?» Нетрудно было заметить, что старики относились к Васеву с большой теплотой, заметным уважением и любовью. Не каждый из них мог так просто и непринуждённо, лепить изящные фигурки-карикатурки.— 